# Waldweistroff
Waldweistroff (deutsch Waldweisdorf, lothringisch Waldweischtroff) ist eine französische Gemeinde mit 521 Einwohnern (Stand 1. Januar 2022) im Département Moselle in der Region Grand Est (bis 2015 Lothringen). Sie gehört zum Arrondissement Thionville.

## Geografie
Waldweistroff liegt etwa 24 Kilometer östlich von Thionville nahe der deutschen Grenze auf einer Höhe zwischen 224 und 291 m über dem Meeresspiegel, die mittlere Höhe beträgt 240 m. Das Gemeindegebiet umfasst 7,73 km².

## Geschichte
Der Ort gehört seit 1661 zu Frankreich.
Das Gemeindewappen zeigt die Embleme ehemaligen Herren von Waldweistroff: Valcourt (Löwe), Freistroff (Hahn), Burgesch (Hund) und Ennery (Löwe).

### Bevölkerungsentwicklung
| Jahr      | 1962 | 1968 | 1975 | 1982 | 1990 | 1999 | 2007 | 2019 |
| Einwohner | 378  | 381  | 402  | 437  | 405  | 411  | 406  | 504  |

## Verkehr
Waldweistroff liegt an der mittlerweile stillgelegten Bahnstrecke Merzig–Bettelainville.

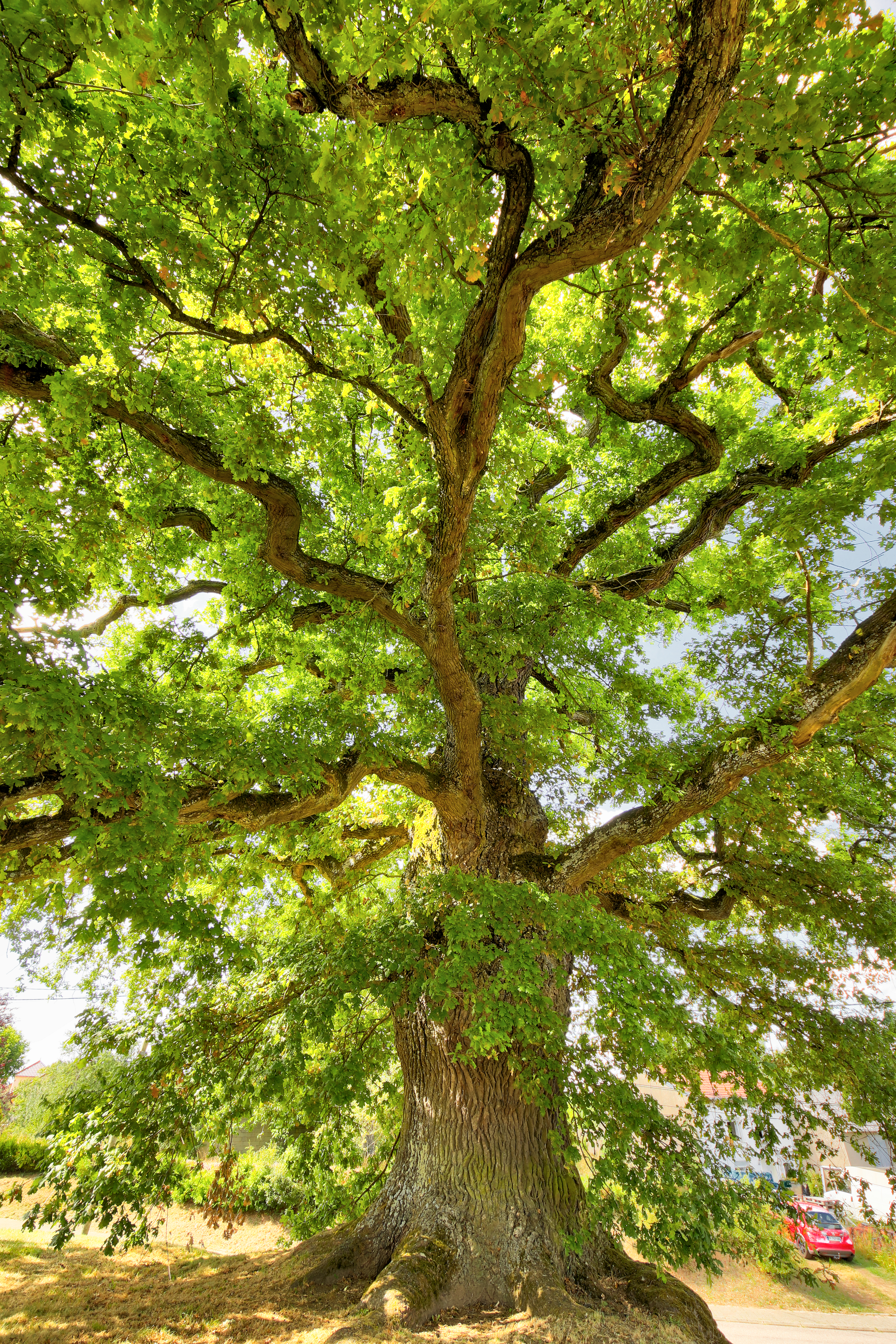
300-jährige Eiche in Walsweistroff

## Belege
1. ↑  Wappenbeschreibung auf genealogie-lorraine.fr (französisch)